# A Sólyom és a Tél Katonája
A Sólyom és a Tél Katonája (eredeti cím: The Falcon and the Winter Soldier) 2021-es amerikai szuperhős sorozat, amelyet Malcolm Spellman készített a Disney+ számára.
A zenéjét Henry Jackman szerezte. Az élőszereplős játékfilmsorozat producerei Kevin Feige és Malcolm Spellman. A főszerepekben Anthony Mackie, Sebastian Stan, Daniel Brühl, Emily VanCamp és Wyatt Russell láthatók. A sorozatban a Hadigép megformálója, Don Cheadle is feltűnik. A websorozat a Marvel Studios gyártásában készült, a Disney Platform Distribution forgalmazásában jelent meg. A sorozat 2021. március 19-én indul el Amerikában. Magyarországon 2022. június 14-én jelent meg a szinkronizált változat. 
A Marvel moziuniverzum (MCU) negyedik fázisának második alkotása a széria sorozatai között.
A forgatás 2019 októberében kezdődött Atlantában, majd a koronavirus-járvány miatt szüneteltették a produkció felvételeit, de 2020 szeptemberében folytatódtak a munkálatok. A forgatást októberben Csehországban fejezték be.

## Történet
Miután Steve átadta a pajzsát (Végjáték végén) Sam-nek, ő és Bucky csapatként kell összefogniuk a Zászló Tépők csoport ellen.

## Szereplők

### Főszereplők
| Szereplő                                    | Színész             | Magyar hang          | Leírás |
| ------------------------------------------- | ------------------- | -------------------- | --- |
| Sam Wilson / Sólyom / Amerika Kapitány      | Anthony Mackie      | Papp Dániel          | Egy Bosszúálló és egykori mentőejtőernyős, akit a hadsereg légiharcra képzett ki egy speciálisan tervezett szárnypár segítségével. Steve neki adta az Amerika kapitány címet, de továbbra is a Sólyom nevet használja. |
| Bucky Barnes / Tél Katonája / Fehér Farkas  | Sebastian Stan      | Hamvas Dániel        | Egy katona, valamint Rogers volt legjobb barátja, aki agymosást követően bukkan fel újra, miközben azt hitték, hogy a második világháborúban megölték. Vakandában segítettek neki kitörölni az agyából a HYDRA által beprogramozott alteregót. |
| John Walker / Amerika Kapitány / USA Ügynök | Wyatt Russell       | Brasch Bence         | Az amerikai hadsereg Ranger-csapatának kitüntetett kapitánya és az amerikai kormány által kiválasztott új Amerika Kapitány. Megpróbál csatlakozni Wilson és Barnes harcához, és úgy véli, hogy ő jobban megtestesíti az amerikai értékeket, mint Rogers.Miután megfosztották az Amerika Kapitány címetől, Walker az USA Ügynök becenevet kapja Valentina Allegra de Fontaine-től. |
| Karli Morgenthau                            | Erin Kellyman       | Sodró Eliza          | A Zászló Tépők csoport vezetője. A csoport küldetése hogy a "pittyenés" előtti állapotok álljanak vissza. |
| Joaquin Torres                              | Danny Ramirez       | Nikas Dániel         | Az amerikai légierő főhadnagya, aki Wilson támogatójaként szolgál, és a Zászló Tépők ügyében nyomoz. |
| Georges Batroc                              | Georges St-Pierre   | Csík Csaba Krisztián | Zsoldos. A LAF vezetője. |
| Sarah Wilson                                | Adepero Oduye       | Haumann Petra        | Sam nővére. |
| James "Rhodey" Rhodes ezredes / Hadigép     | Don Cheadle         | Takátsy Péter        | A Légierők egykori tisztje, aki a Hadigép páncélzatot működteti, és Bosszúálló is egyben. |
| Helmut Zemo báró                            | Daniel Brühl        | Böröndi Bence        | Szokoviai terrorista, aki felbomlasztotta a Bosszúállók csapatát. |
| Sharon Carter / Machinátor                  | Emily VanCamp       | Földes Eszter        | A S.H.I.E.L.D. egykori ügynöke és Peggy Carter unokahúga, aki Madripoor bűnöző vezetőjévé vált, akit Machinátorként ismernek. |
| Ayo                                         | Florence Kasumba    | Pikali Gerda         | A wakandai "Dora Milaje" testőrség tagja. |
| Valentina Allegra de Fontaine               | Julia Louis-Dreyfus | Pálfi Kata           | Grófnő, aki Walkerrel találkozik. |

### Mellékszereplő
| Szereplő                      | Színész           | Magyar Hang      | Leírás                                                                   |
| ----------------------------- | ----------------- | ---------------- | ------------------------------------------------------------------------ |
| Dovich                        | Desmond Chiam     | Dér Zsolt        | A Zászló Tépők csoport tagjai.                                           |
| Gigi                          | Dani Deetté       | ?                | A Zászló Tépők csoport tagjai.                                           |
| DeeDee                        | Indya Bussey      | ?                | A Zászló Tépők csoport tagjai.                                           |
| Dr. Christina Raynort         | Amy Aquino        | Szirtes Ági      | Barnes terapeutája.                                                      |
| Védelmi miniszter             | Alphie Hyorth     | Pálfai Péter     | Aki az Egyesült Államok képviselője a globális hazatelepítési tanácsban. |
| Lemar Hoskins / Csata Csillag | Clé Bennett       | Lengyel Benjámin | Főtörzsőrmester a hadseregnél és Walker társa.                           |
| Isaiah Bradley                | Carl Lumbly       | Borbiczki Ferenc | Veterán szuperkatona. A Koreai háború idején harcolt.                    |
| Eli Bradley                   | Elijah Richardson | Penke Bence      | Isaiah unokája.                                                          |
| Yori Nakajima                 | Ken Takemoto      | Botár Endre      | A Tél Katonája egyik áldozatának az apja.                                |
| Leah                          | Miki Ishikawa     | Csuha Bori       | Pincérnő, aki Bucky-val randizik.                                        |
| Oeznik                        | Nicholas Pryor    | Csuha Lajos      | Zémó inasa.                                                              |

### Magyar változat
- Magyar szöveg: Gáspár Bence
- Szakértő: Aradi Gergely
- Hangmérnök: Jacsó Bence
- Vágó: Kajdácsi Brigitta
- Gyártásvezető: Kincses Tamás
- Szinkronrendező: Tabák Kata
- Produkciós vezető: Hagen Péter
- Keverő stúdió: Shepperton International

A szinkront a Mafilm Audio Kft. készítette.

## Epizódok
| # | Cím                                                 | Rendező       | Író                              | Premier                            |
| --- | --------------------------------------------------- | ------------- | -------------------------------- | ---------------------------------- |
| 1. | Új világrend (New World Order)                      | Kari Skogland | Malcolm Spellman                 | 2021. március 19. 2022. június 14. |
| Hat hónappal a "pittyenés" (Végjáték) eseményi után járunk. Sam Wilson az amerikai légierőnél szolgál. Jelenlegi küldetése hogy megállítsa Georges Batrocot és egy LAF nevezetű terrorista csoportot, akik eltérítettek egy repülőt és túszul ejtették a légierő egyik tagját, Joaquin Torrest. Sam egy idő után úgy dönt Steve pajzsa nem méltó hozzá és a Smithsonian múzeumnak ajándékozza. Az átadáson jelen van James Rhodes is. Bucky kegyelmet kapott az államtól de cserébe terápiákra kell járnia. A férfit rémálmok is gyötrik a régi életéből. A kiszabadított Torres egy másik terrorista csoport, a Zászló Tépők ellen folytat nyomozást, akik szerint a Thanos általi csettintés után jobb volt az élet. Torrest a csoport egyik tagja aki emberfeletti erővel rendelkezik megsebesíti őt, amikor épp egy svájci bankot rabolnak ki. Erről tájékoztatja Wilsont, aki egyelőre ezt bizalmasan kezelné. Sam eközben nővérének, Sarah-nak is próbál segíteni hogy megmaradjon a családi örökségként szolgáló halászhajójuk és a halászati vállalkozás. A kormány egy új Amerika Kapitányt jelent be, John Walkert. |                                                     |               |                                  |                                    |
| 2. | A csillagos hős (The Star-Spangled Man)             | Kari Skogland | Michael Kastelein                | 2021. március 26. 2022. június 14. |
| Walker a Good Morning America című műsorban ad először interjút mint Amerika kapitány. Barnes kérdőre vonja Sam-et, miért nem tartotta meg a pajzsot. Később úgy dönt, hogy elkíséri Wilsont Münchenbe, ahol a Zászló Tépők után nyomoznak. Meg is találják őket, majd utánuk erednek és kiderül hogy egy gyógyszerszállítmányt loptak el. Wilson és Barnes megtámadják a csoportot, de megdöbbenésükre a tagok mind szuperkatonák és könnyedén legyőzik a párost. Az új Amerika Kapitány, John Walker és társa Lemar Hoskins érkeznek a segítségükre de velük is könnyen elbánnak és elmenekülnek. Walker együtt akar dolgozni Barnes-szal és Wilsonnal, de ők nem hajlandóak szövetkezni. Baltimore-ba utazva Barnes bemutatja Wilsont egy Isaiah Bradley nevű veteránnak akiről kiderül hogy ő is szuperkatona, aki Buckyval harcolt a koreai háborúban, de erről senki sem tudott még Steve sem. Hozzá fordulnak információért a felbukkant szuperkatonákról, de Bradley nem hajlandó segíteni nekik mivel a kormány és a Hydra 30 évig börtönbe zárta és kísérleteztek rajta. Buckyt letartóztatják mert kihagyta a kötelező terápiás megbeszélést, de Walker közbenjárásával elengedik. Barnes felveti az ötletet Wilsonnak, hogy keressék fel a bebörtönzött Helmut Zemót. |                                                     |               |                                  |                                    |
| 3. | Machinátor (Power Broker)                           | Kari Skogland | Derek Kolstad                    | 2021. április 2. 2022. június 14.  |
| Wilson tudta nélkül Barnes börtönlázadást szervez, hogy megszöktesse Zémót, aki ezért segítségükre lesz a Zászló Tépők megfékezésében. Madripoorba utaznak ahol legális a bűnözés. Elindulnak Zémó egy régi ismerőséhez Selbyhez, de a bejutáshoz Buckynak Tél Katonájaként kell viselkednie. A nő elárulja nekik hogy egy Machinátor nevű valaki felbérelte a Hydra volt tudósát, Dr. Wilfred Nagelt a szuperkatona szérum újraalkotásával. Wilson kilétét nővére telefonhívása fedi fel emiatt tűzpárbaj alakul ki de egy rejtélyes alak lelövi Selby-t és segít a csapatnak megszökni. Emiatt vérdíjat tűznek ki a fejükre és a szigeten lakók közül szinte mindenki rájuk vadászik. Felfedi magát a rejtélyes megmentő Sharon Carter személyében, akinek el kellett szöknie mert anno ellopta Steve pajzsát és Sam felszereléseit hogy segítsen barátainak. Sharon elviszi őket Nagel laboratóriumába ahol megtudják, hogy húsz adag szérumot hozott létre, amelyet a Zászló Tépők csapat vezetője, Karli Morgenthau és csapata ellopott. Zémó váratlanul megöli Nagelt és a labor is megsemmisül a megérkező fejvadászok támadása miatt. A bárónak sikerül szereznie egy autót amivel el tudnak menekülni. Sharon nem tart velük de Wilson megígéri neki, hogy kegyelmet szerez számára. Walker és Hoskins is megérkeznek Berlinbe, és arra jutnak, hogy Barnes és Wilson segített Zémó bárónak megszökni. A Zászló Tépők a litvániai Globális Repatriációs Tanács (GRT) raktárába törnek be és lopnak el élelmiszer-ellátmányt. Később fel is robbantják az épületet. Zémó, Barnes és Wilson Lettországban folytatják a Morgenthau utáni hajszát. Bucky felismeri az utcán hagyott nyomkövetőket, majd ezeket követve találkozik a wakandai Dora Milaje testőrség tagjával Ayóval, aki Zémóért jött. Megjegyzésː A GRT segít a "pittyenés" által visszatérőknek visszarázódni az életbe. |                                                     |               |                                  |                                    |
| 4. | Az egész világ figyel (The Whole World is Watching) | Kari Skogland | Derek Kolstad                    | 2021. április 9. 2022. június 14.  |
| Ayo nyolc órát ad Barnes-nak, hogy Zémót felhasználhassa, mielőtt a testőrség elviszi. Ezalatt a báró kideríti hol lesz Karli nevelőanyának temetése. Időközben Walker és Hoskins is megérkeznek. Sam egyedül próbál beszélni a lánnyal és megpróbálja lebeszélni a további erőszakról, de a türelmetlen Walker közbelép, és egymásnak esnek, majd Karli elmenekül. Zémó meglövi a lányt és elpusztítja a szérumot. Walker ártalmatlanítja a bárót és talál egy fiolát ami elrak magának. Ayo és a testőrség eljön Zémóért, de Walker nem hajlandó átadni. A "Dora Milaje" nem tűri az ellenállást ezért legyűrik Walker-t és Hoskins-t de még Bucky-t is aki csak meg akarja állítani a harcot. Kihasználva hogy senki sem figyel Zémó megszökik. Karli megfenyegeti Sam nővérét, Sarah-t, így rákényszerítve Wilsont, hogy találkozzanak és megpróbálja rávenni, hogy csatlakozzon hozzá. Egy másik tervük az hogy megöljék az új kapitányt aki időközben már bevette a szérumot. A merénylet nem sikerül mivel Hoskins megmenti barátját de Karli véletlenül megöli őt. Walker ezen feldühödve pajzsával megöli az egyik tagot, Nicót egy csomó ember szeme láttára akik az egészet levideózzák. A záróképen Amerika Kapitány a véres pajzzsal... |                                                     |               |                                  |                                    |
| 5. | Igazság (Truth)                                     | Kari Skogland | Dalan Musson                     | 2021. április 16. 2022. június 14. |
| A gyilkosság után Walker elmenekül de Sam és Bucky követik őt és visszakövetelik a pajzsot. Walker természetesen ebbe nem egyezik bele és elkezdődik a harc közöttük. Walker eltöri Sam szárnyait de végül felülkerekednek Walker-en és eltörik a karját. Barnes megtalálja Zemót Szokóviában egy emlékműnél, majd átadja a Dora Milaje-nak. Walker bíróság elé kerül de a szolgálatai miatt nem viszik hadbíróság elé és mentességet kap, viszont megfosztják rangjától és visszavonják címét mint Amerika Kapitány. Ezután felkeresi egy Valentina Allegra de Fontaine nevű grófnő és tudatja vele hogy a bevett szérum miatt egyes emberek figyelmét felkeltette és a nő fel fogja keresni őt. Sam a sérült szárnyas ruhát Torres-nél hagyja majd meglátogatja Bradley-t, aki kijelenti, hogy szerinte egy fekete férfi nem lehet Amerika Kapitány. Wilson hazatér és segít a családi hajó megjavításában, ehhez Bucky is csatlakozik. Sam kap egy táskát amit Bucky a wakandaiaktól hozott. Barnes és Wilson a pajzzsal gyakorolnak, és megállapodnak abban, hogy továbblépnek múltjukon. A Zászló Tépők támadást tervez egy GRT konferencián, és csatlakozik hozzájuk Batroc, akit Sharon Carter bérelt fel, de a célja hogy megölje Sam-et. A stáblista közepén látható ahogy Walker új pajzsot készít magának. |                                                     |               |                                  |                                    |
| 6. | Egy a világ, egy a nép (One World, One People)      | Kari Skogland | Malcolm Spellman és Josef Sawyer | 2021. április 23. 2022. június 14. |
| A wakandaiaktól hozott táskában egy új ruha rejtőzött Sam számára. Sam és Bucky New Yorkba mennek hogy megállítsák Karlit és a Zászló Tépők támadását. A harchoz csatlakozik Sharon is. Walker is megjelenik hogy bosszút álljon barátján. A konferencia tagjait evakuálják a teremből ezután páncélautókban és helikopteren kimenekítik őket. A teremben Batroc és Sam összecsap. A képviselőket a Zászló Tépők a kimenekítés során túszul ejtik. Sam a helikopter túszait, Walker és Bucky a páncélautó túszait mentik meg. Sharon elkapja Karlit és kiderül, régen együtt dolgoztak ezzel felfedve hogy Sharon a Machinátor nevű ismeretlen. Batroc is feltűnik a színen és róla is kiderül hogy Karli után kémkedett Sharon megbízatásából. A nő lelövi Batroc-ot mivel megfenyegeti hogy elmondja ki is ő valójában. Karli viszont Sharon lövi meg. Sam felveszi a harcot Karlival de Wilson nem akar harcolni ellen. Karli épp megölné Sam-et de Sharon megmenti barátját és lelövi a lányt. megöli. Wilson meggyőzi a GRC-t, hogy halassza el a lakóhelyüket elhagyni kényszerült személyek kényszerű átköltöztetését, amelyekért Karli valójában harcolt. Barnes és Walker elkapja a megmaradt Zászló Tépők tagokat és letartóztatják őket, majd a Raft börtönbe szállítják mindannyiukat. Azonban az odavezető úton Zémó megbízásából a komornyikja felrobbantja az őket szállító autót. A börtönben Zémó ezt megnyugvással hallgatja rádióján. De Fontaine új egyenruhát és kódnevet ad Walkernek: USA Ügynök. Barnes elmondja szomszédjának hogy még anno Tél Katonaként ő ölte meg a fiát, így mindenkit lehúzhatott a listájáról akiknek régen valamilyen formában fájdalmat okozott. Wilson meglátogatja Bradley-t és elviszi az Amerika Kapitány Múzeumba ahol emléket állítottak a férfinak így kiderül mit is tett a hazájáért. A stáblista közepén láthatjuk ahogy Sharon teljes kegyelmet kap és újra csatlakozik a CIA-hoz ezzel hozzáférést kap állami titkokhoz és fegyverekhez. Ezzel az információval felhív egy ismeretlent és eladásra kínálja ezeket... |                                                     |               |                                  |                                    |